# Revista Politehnica
A apărut la Cluj-Napoca în 1 decembrie 1956 ca Organ al Institutului Politehnic Cluj.
Din articolul programatic al nr.2, intitulat "Vrem să devenim cadre cât mai folositoare patriei noastre", semnat de doi studenți, Antal și Giurgiu, aflăm că: "La Adunarea de constituire a Asociației Studențești pe Facultatea de Construcții din Institut, delegații la adunare au ridicat o serie de probleme privitoare la îmbunătățirea permanentă a procesului de învățământ din Institutul nostru.Discuțiile desfășurate la un nivel înalt au dat dovadă că studenții sunt conștienți de rolul și importanța activității lor în opera de construire a socialismului în patria noastră".
La această revistă au colaborat: conf.ing. Killman Victor, prof. O.Mitrofu, conf. Ghircoiașiu Nicolae, studenți.